# Pesing
Pesing is een bestuurslaag in het regentschap Kediri van de provincie Oost-Java, Indonesië. Pesing telt 2046 inwoners (volkstelling 2010).